# Scopula perfectaria
Scopula perfectaria là một loài bướm đêm trong họ Geometridae.